# Maladie sérique
Une maladie sérique est un syndrome d’hypersensibilité (HS) médicamenteuse survenant parfois après une sérothérapie ou un traitement par biomédicament. Dans l'espèce humaine, elle est généralement déclenchée par les protéines d'un « antisérum » issu d'un animal non-humain. 
À la différence de l’allergie ou du choc anaphylactique qui surviennent presque immédiatement ou dans les deux heures après injection, la maladie sérique se déclare de manière retardée après l'évènement qui l'a provoqué : dans les 6 à 12 jours suivant l’injection ou l’inoculation d’une protéine hétérologue, ou d’une cellule étrangère à l’organisme. Cette hypersensibilité implique notamment le complexe immun (type III). 
Dans le cadre du traitement de la COVID-19, dans l'attente de vaccins, d'anticorps monoclonaux ou d'antiviraux efficace contre le SARS-CoV-2, une piste explorée et testée, en Chine d'abord, puis ailleurs, aux États-Unis notamment, est le transfert d'immunité passive (sérothérapie), par injection de sérum issu de convalescents humains, pouvant être plus rapidement disponible dès qu'un nombre suffisant de personnes rétablies peuvent et acceptent de donner du sérum contenant des immunoglobulines ciblant le virus. Cette sérothérapie a deux inconvénients : son effet n'est pas durable ; et certains patients (probablement rares) pourront avoir une maladie sérique.

## Sémantique médicale
On parle parfois plus généralement de réaction de type maladie sérique (ou SSLR pour Serum sickness-like reaction) pour désigner des maladies similaires résultant de l'introduction de certaines substances cette fois non-protéiques, comme la pénicilline. On parle aussi parfois de pseudo-maladie sérique pour des syndromes proches.

## Histoire
Ces maladies sont dites sériques car elles ont d'abord été découvertes après l'usage de sérums (antitétanique, antivenin, anti-lymphocytaire, etc.) avec des symptômes survenant généralement dans les 8 à 12 jours suivant l'injection d'antitoxines diphtériques, l'injection d'antitoxines diphtériques déclenche selon l'OMS une maladie sérique dans environ 3 % des cas. Ce syndrome a été caractérisé par Clemens von Pirquet et Béla Schick en 1906.
Dans les années 1940-1960, la microscopie électronique permet de mieux observer les dégâts sur le rein et on montre (sur le modèle animal) que le sérum équin peut produire une réaction immunitaire source de lésions cardiovasculaires et rénales graves,.
En 1983, on montre qu'un immunosuppresseur comme la cyclosporine peut inhiber (chez le lapin) l'apparition de la maladie.
Note : En France le sérum n'est plus préparé sur cheval, d'une part car l’administration de globulines de cheval donne lieu à la maladie sérique, et d'utre part car d'autres méthodes sont disponibles ; un sérum est encore préparé sur le lapin (disponible sous le nom de Thymoglobulines initialement préparé à Lyon par l’Institut Mérieux, aujourd’hui exploité par le laboratoire Genzyme), et certains sérums sont encore achetés à l'étranger.

## Symptômes
Ils sont peu spécifiques, peuvent apparaitre jusqu'à 14 jours après l'exposition. Ce sont souvent des symptômes associés à une hypersensibilité et/ou « mimant » une réponse à une infection qui peuvent conduire à des défaillances cardiovasculaires et du rein.
- éruptions cutanées
- démangeaisons
- douleurs articulaires (arthralgie, notamment au niveau des articulations des doigts et des orteils
- fièvre (jusqu'à 40 °C parfois, apparaissant souvent avant une éruption cutanée)
- lymphadénopathie (gonflement des ganglions lymphatiques), surtout près du site d'injection, de la tête et du cou
- malaise
- hypotension (chute de la pression artérielle)
- splénomégalie (hypertrophie de la rate)
- glomérulonéphrite
- protéinuries (protéines dans l'urine)
- sang dans l'urine
- État de choc circulatoire

## Prévalence, sex-ratio
- Prévalence : Une étude rétrospective (sur 3 156 patients traités à Bangkok, avec un sérum antirabique (immunoglobuline antirabique équine) a conclu que seuls 1,6 % d'entre eux ont présenté des réactions de type maladie sérique, n'ayant jamais persisté plus de 7 jours ; 8 de ces patients (15 %) ont été traités par une courte cure de stéroïdes[11].
 L'un malgré un test cutané négatif a développé une réaction anaphylactique immédiate à l'ERIG et a ensuite répondu à une thérapie parentérale avec de l'épinéphrine et du succinate de sodium d'hydrocortisone[11]. Les cas de maladies sériques induites par des traitements antirabiques sont beaucoup plus élevés dans les pays où la rage est encore endémique : là la demande en sérum a augmenté exponentiellement à la fin du XXe siècle sans que l'offre en immunoglobulines antirabiques humaine (HRIG) et équine (ERIG) ne puisse jamais répondre à toute la demande[12].

- Sex-ratio : Dans cette même étude, les femmes et patient de plus de 21 ans étaient sureprésentés, alors que les enfants de moins de 10 ans ne développent presque jamais de maladie sérique (0,086 % dans ce panel)[11].

## Mécanisme
Quand un antisérum est administré à un patient, le système immunitaire humain de ce patient peut considérer les protéines présente dans l'antisérum comme des antigènes étrangers et nocifs. 
Il produit alors des anticorps qui se combinent avec ces protéines pour former des complexes immuns. 
Ces complexes précipitent. Ils sont absorbés par la paroi des vaisseaux sanguins et activent la « cascade du complément », déclenchant une réponse inflammatoire et consommant une grande partie du composant complémentaire 3 disponible (protéine C3). 
Le résultat est une vascularite leucocytoclastique. 
Il en résulte une hypocomplémentémie, un faible taux de protéine C3 dans le sérum. Ces complexes peuvent aussi provoquer plus de réactions entraînant des symptômes typiques de maladie sérique.
Une néphrite (glomérulonéphrite plus précisément) peut dégrade souvent le fonctionnement du rein.

## Causes (Antitoxines, antisérums...)
La maladie sérique a d'abord été décrite comme faisant suite à une exposition à des anticorps dérivés d'animaux, via des sérums ou antitoxines administrés pour prévenir ou traiter une infection ou une envenimation.
On a ensuite constaté que divers extraits allergènes, des hormones et des vaccins peuvent aussi déclencher une maladie sérique. Selon la Johns Hopkins Bloomberg School of Public Health, les vaccinations actuellement recommandées couramment à la population générale des États-Unis ne causent pas de maladies sériques.

### Cas particulier de la FIV
Au début des années 1990, on a constaté qu’une maladie sérique peut aussi survenir à la suite d'une fécondation in vitro (FIV), peut-être à la suite d'un phénomène immun (allergie) induit par l’introduction d’albumine sérique bovine (ou BSA pour bovine serum albumin) dans l’organisme lors de l’aspiration folliculaire ; cette protéine, présente dans le liquide de rinçage des follicules ovariens, et dans le milieu utilisé pour la culture d'embryons pourrait induire une sensibilisation via les IgE. Il a été proposé d’éliminer les protéines hétérologues des fluides du processus pour limiter ce risque.

### Causes iatrogènes (médicamenteuses)
Certains médicaments (biomédicaments notamment) sont connus pour parfois déclencher une maladie sérique, dont notamment :
- allopurinol
- barbituriques
- captopril
- céphalosporines
- crofab (sérum contre le venin de Crotalinae)
- griséofulvine
- pénicillines
- phénytoïne
- procaïnamide
- quinidine
- streptokinase
- sulfonamides
- rituximab
- ibuprofène
- infliximab
- oxycodone

## Prévention
L'évitement des antitoxines susceptibles de causer une maladie sérique est le meilleur moyen de prévenir la maladie, mais on juge parfois les avantages d'une sérothérapie supérieurs aux risques (en cas de morsure ou de piqûre par serpent ou scorpion mettant la vie en danger par exemple). 
Des tests cutanés peuvent être effectués au préalable afin d'identifier les personnes susceptibles de présenter un risque de réaction. En cas de réaction, le médecin doit informer son patient des médicaments ou des antitoxines auxquels il est allergique ; il choisit alors une autre antitoxine si elle est appropriée, ou continuera les mesures prophylactiques ; chez un patient allergique, des antihistaminiques ou des corticostéroïdes prophylactiques peuvent être utilisés en association avec l'antitoxine.

## Diagnostic
Il se base sur les signes cliniques, l'histoire du patient, et en particulier sur ses prescriptions récentes de médicaments.

## Traitement
- L'arrêt du ou des agents incriminés, s'ils sont encore pris permet la disparition des symptômes en 4 à 5 jours le plus souvent.
- Les corticostéroïdes, les antihistaminiques et les analgésiques forment la principale ligne de traitement, selon la sévérité de la réaction.
- La plasmaphérèse a aussi une voie possible[15].